# Торн, Салли
Салли Торн (англ. Sally Thorne; род. 10 сентября 1981) — австралийская писательница, автор бестселлера USA Today «Мой любимый враг», впервые опубликованного в 2016 году издательством William Morrow Paperbacks и выпущенного уже в более, чем 25 странах. В российских онлайн-кинотеатрах с 10 декабря будет доступна к просмотру экранизация романа, главные роли в которой исполнили Люси Хейл и Остин Стоуэлл.

## Романы
2016 - «Мой любимый враг», издательство William Morrow Paperbacks
История закручивается вокруг двух коллег – Люси и Джошуа, которые терпеть не могут друг друга, но вынуждены работать вместе. Страстный поцелуй в лифте заставляет обоих задуматься, действительно ли они ненавидят друг друга? Но борьба за одну и ту же должность вновь делает их врагами. Что победит – жажда соперничества или любви?
Роман не только стал бестселлером USA Today, но также был включен в топ-20 любовных романов 2016 года по версии Washington Post и вошел в десятку финалистов в номинации "Романтика" премии Goodreads Choice Awards. 
2019 - «Мои 99 процентов», издательство Willian Morrow
Дарси – красивая девушка и успешный фотограф, однако ей не везет в любви. Она влюблена в Тома, лучшего друга своего брата, но хочет, чтобы мужчина принадлежал ей на 100 % и не процентом меньше… Выдержит ли она присутствие Тома в своём доме? Ведь ему поручено сделать там ремонт. А, может, ей хватит и 99% для счастья?
2021 - «Вторые первые впечатления», издательство Willian Morrow
Рути уже привыкла к своей однообразной одинокой жизни, но внезапно влюбляется в Тедди – татуированного красавца. Он принимает её за старушку, и Рути принимается мстить… Однако, всё оборачивается совершенно не так, как она планировала. Теперь, с каждым днём Тедди всё больше очаровывает её.

## Личная жизнь
Салли Торн живет в Канберре, Австралия.